# Raid a Capo Nord

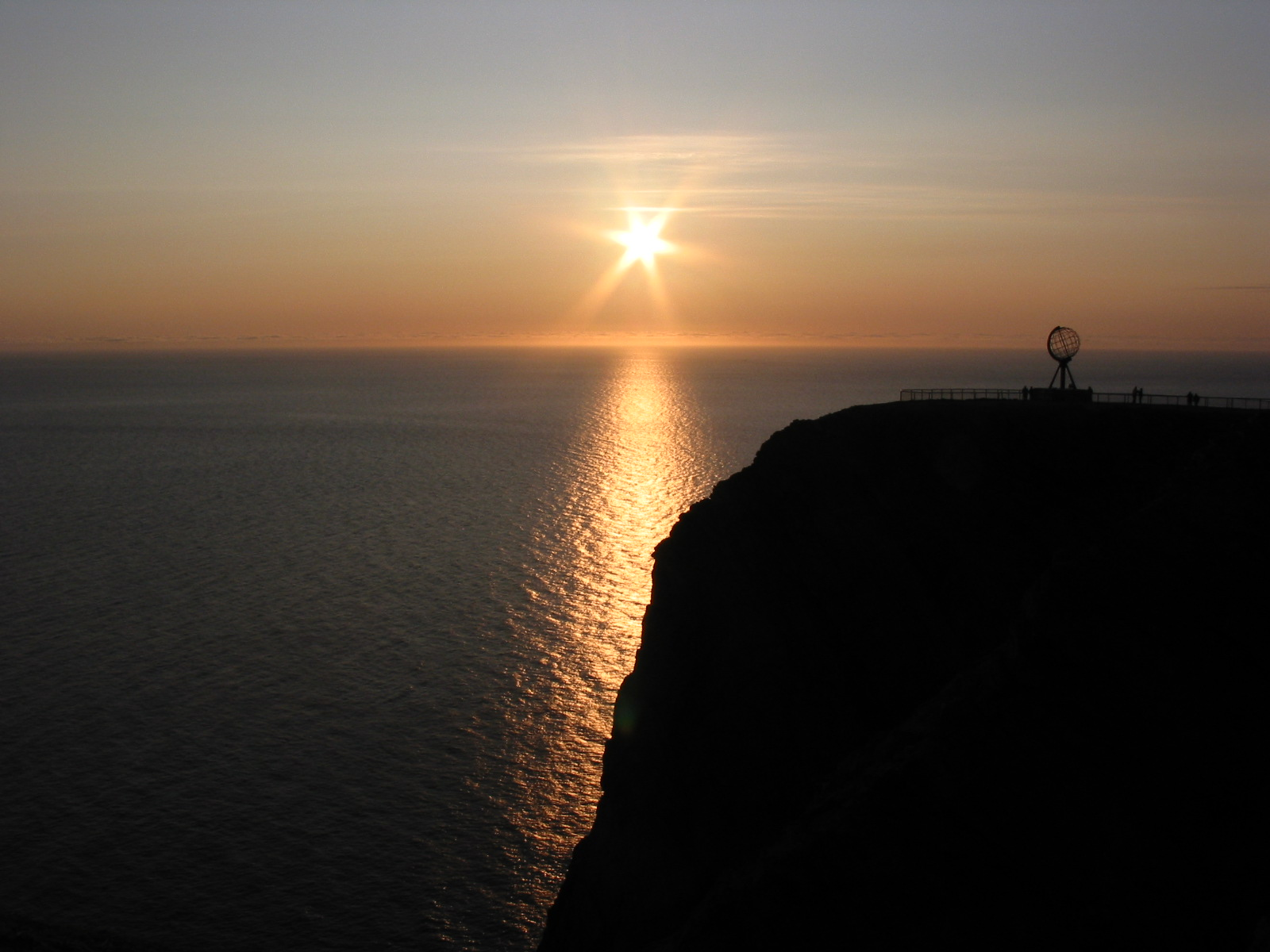
Sole di mezzanotte sul promontorio di Capo Nord

Il Raid a Capo Nord è un itinerario classico in ambito motociclistico, paragonabile al coast to coast sulle strade americane. Oggigiorno contemporaneamente un'avventura e una moda, ha origini italiane ed abbastanza lontane nel tempo, ovvero risalenti al periodo tra le due guerre mondiali. La discendenza dall'antico mito della Finis terrae è indubitabile.

## Il viaggio
Ogni estate, quando le condizioni climatiche divengono sopportabili per alcune settimane, migliaia di motociclisti provenienti da tutta Europa, risalgono le strette statali scandinave che costeggiano i fiordi, ed approdano a Nordkapp.
Attualmente l'itinerario non è più nelle condizioni in cui lo dovettero percorrere i pionieri, né le motociclette sono così spartane, ma resta ancora un viaggio impegnativo data la sua lunghezza e le particolari condizioni meteorologiche scandinave. Occorre infatti attrezzarsi bene contro la pioggia, visto che le precipitazioni si alternano al sole frequentemente, nella stessa giornata. Inoltre, occorre fare particolare attenzione nel percorrere le migliaia di chilometri di stradine, ora asfaltate, che costeggiano i fiordi e costituiscono un serio pericolo per la loro tortuosità, per i frequenti tratti ghiacciati e per la bellezza del paesaggio che tende a "carpire" l'attenzione del pilota.

## La storia

Giuseppe Guzzi in partenza con una delle sue moto-laboratorio nel 1924

Moto Guzzi GT 500 Norge del 1928

Tutto ebbe inizio dall'ingegner Giuseppe Guzzi, detto "Naco", fratello maggiore del più noto Carlo (il fondatore della Moto Guzzi) e vero supervisore tecnico della casa di Mandello del Lario. Giuseppe Guzzi veniva descritto come un burbero ai limiti della misantropia, che soffriva enormemente il caldo in qualunque stagione, tanto da lavorare regolarmente al tecnigrafo in canotta e mutande. Forse per questo non amava ricevere visitatori: lo distraevano dai suoi calcoli e, soprattutto, lo costringevano a rivestirsi. Durante i mesi estivi compiva lunghi viaggi in Austria, in Germania o in Francia, con il duplice fine di collaudare le sue realizzazioni e trovare un po' di refrigerio.
Nel 1927 Naco realizzò il prototipo del modello GT 500, prima Moto Guzzi con telaio elastico e, in onore al dirigibile italiano che l'anno precedente aveva consentito alla missione di Umberto Nobile e Roald Amundsen di sorvolare il Polo Nord, la nuova moto viene subito ribattezzata Norge. Si trattava di una mossa promozionale che tentava di cavalcare l'entusiasmo del momento, suscitando però un coro di proteste dalle case motociclistiche concorrenti, le quali accusarono la Moto Guzzi di approfittare slealmente della popolarità di quell'impresa. La diatriba diventò una guerra a colpi di comunicati-stampa che finì per infuocare la già caldissima estate del 1928, causando molte inquietudini a Carlo Guzzi, il quale temeva un enorme "danno d'immagine" per l'azienda.

Moto Guzzi GT 500 Norge del 1929

Incurante della polemica in corso, il fratello Giuseppe si preparava tranquillamente alle sue consuete ferie itineranti. Ma era solo apparenza, in realtà stava architettando un'altra delle sue trovate: inforcata la Norge, partì per il solito giretto estivo, che questa volta fu di oltre seimila chilometri e lo portò sino a Capo Nord. Raggiungere il circolo polare artico, sulle strade e con le moto dell'epoca, era un'impresa strabiliante e la notizia campeggiò sui giornali dell'intera Europa, richiamando migliaia di curiosi sulla strada del ritorno.
Non appena rientrato a Mandello, spossato più dai bagni di folla che dal viaggio, Naco si rimise al tecnigrafo, lasciando al fratello il compito di destreggiarsi nella ridda di interviste, premiazioni e convegni. La leggenda vuole che Carlo Guzzi, uomo poco avvezzo ai complimenti, sia entrato nell'ufficio del fratello e, senza neppure accennare all'impresa appena compiuta, discusse con lui per un paio d'ore circa le modifiche da apportare alle sospensioni. Ma questa volta, a causa della canicola, anche l'austero Carlo si mise in canotta e mutande; un singolare e muto omaggio che, tra i due burberi, valeva mille elogi.
Fu così che la Moto Guzzi poté utilizzare a pieno titolo la denominazione Norge, e Capo Nord divenne un'importante meta motocicloturistica.

## Le rievocazioni
La moto-laboratorio di Naco fu donata dalla vedova di Ulisse Guzzi, figlio di Carlo, al "Moto Club Carlo Guzzi" di Mandello del Lario. Rimessa in funzione nell'estate 1991, la moto venne impiegata per ripercorrere l'intero viaggio compiuto da Giuseppe Guzzi, riuscendo nell'impresa senza registrare rotture.
Il raid riesce ad avere, ancora oggi, un notevole richiamo pubblicitario. La Moto Guzzi, infatti, ha scelto di ripetere l'impresa a distanza di molti anni, nel luglio 2006, per la presentazione del nuovo modello "Norge".